# Resolutie 166 Veiligheidsraad Verenigde Naties
Resolutie 166 van de Veiligheidsraad van de Verenigde Naties werd als eerste van twee resoluties aangenomen op 25 oktober 1961. Negen leden van de VN-Veiligheidsraad stemden voor, terwijl de Verenigde Staten zich onthield en China niet deelnam aan de stemming.

## Inhoud
De Veiligheidsraad:
- Heeft de aanvraag voor lidmaatschap van de Verenigde Naties van de Volksrepubliek Mongolië bestudeerd.
- Beveelt de toekenning van het VN-lidmaatschap aan Mongolië aan aan de Algemene Vergadering.

## Verwante resoluties
- Resolutie 160 Veiligheidsraad Verenigde Naties (Nigeria)
- Resolutie 165 Veiligheidsraad Verenigde Naties (Sierra Leone)
- Resolutie 167 Veiligheidsraad Verenigde Naties (Mauritanië)
- Resolutie 170 Veiligheidsraad Verenigde Naties (Tanganyika)

Lijst ·  161 ·  162 ·  163 ·  164 ·  165 ·  166 ·  167 ·  168 ·  169 ·  170